# Étienne-François de Sénovert
Étienne-François de Sénovert (1753-1831) est un ingénieur militaire et un économiste français avant d'émigrer en Russie.

## Biographie
Étienne-François de Sénovert est né le 2 juillet 1753 à Toulouse. Son père François-Ignace de Sénovert, né « seigneur de Cintre en Vivarais »
 à Tournon en 1723, est avocat au parlement de Toulouse. Sa mère Marie-Jeanne de Lavaysse (1728-1777)
, est la fille d'un avocat de ce même parlement. La fratrie comptera trois enfants : Antoine-Christophe, son frère ainé, né en 1747, qui deviendra officier d'artillerie et une sœur, Alexandrine-Marie-Sophie, qui épouse à 25 ans, le 29 juillet 1793, Georges Bergasse de Laziroules. 
Comme son frère, Étienne-François de Sénovert choisit de faire une carrière militaire. Dans ce but il va poursuivre ses études à Paris dans la pension académique du Faubourg Saint-Honoré, dirigée par la veuve Berthaud et son gendre, afin d'y préparer le concours d'entrée de l'École royale du génie de Mézières. Après un échec en décembre 1772, 23e sur 66, il repasse le concours en fin de l'année 1773 et obtient une place de 10e, sur 61, qui lui ouvre la porte de l'école en janvier 1774. L'un de ses camarades de promotion est le futur général Carnot de Feulins et il a pour professeur Gaspard Monge. Bien qu'il ait produit un mémoire remarqué à la fin de l'école de siège son classement de sortie, en 1776, ne lui permet pas d'accéder à l'un des postes d'officier disponibles. Il intègre le Corps royal du génie le 2 janvier 1777, mais il doit patienter jusqu'au 30 avril 1777 pour pouvoir quitter l'école avec le grade d'aspirant.
Le 12 novembre 1780 Étienne-François de Sénovert obtient le grade de « lieutenant en premier ». Le jeune militaire est affecté à Dunkerque en 1780, à île d'Aix en 1782 et à Grenoble l'année suivante. Cette vie de militaire ne le passionne pas : il préfère les affaires et l'économie politique. Alors qu'il est à Port-Louis, il intervient auprès de la Marine pour qu'un navire, le Dauphin alors en rade de Lorient, soit autorisé à appareiller pour la Chine. Il utilise ainsi ses relations pour favoriser les affaires des armateurs et des négociants. Après trois années dans le Morbihan, il rejoint la garnison de Carcassonne en 1786. Il adhère à la Franc-maçonnerie, s’inscrit à la loge de la Parfaite Amitié de Toulouse. Nommé Capitaine en 1788, il rejoint Paris en 1789.
Il démissionne de ce corps le 1er avril 1791. 
Pendant la période révolutionnaire, Étienne-François de Sénovert est un « économiste renommé » qui traduit en français, commente et publie, les principaux ouvrages d'économie politique de John Law de Lauriston et James Denham-Steuart.
En 1806, il émigre en Russie.
En 1831, Étienne-François de Sénovert, vieux et malade, est rapatrié en France où il meurt, quelques semaines après son retour, le 22 septembre 1831 à Honfleur.

## Publications

### Auteur
- Theorie et pratique des assignats (mémoire lu à la Société de 1789, les 5 & 6 septembre 1790), Impr. de Vezard & le Normant, 1790, 42 p. (SUDOC 138376018, lire en ligne).

### Éditeur scientifique
- Œuvres de J. Law, contrôleur-général des finances de France, sous le Régent : Contenant les principes sur le numéraire, le commerce, le crédit et les banques. Avec des notes, Paris, Buisson, 1790, 431 p. (SUDOC 048567507, lire en ligne).

### Traducteur
- Recherche des principes de l'économie politique ou essai sur la science de la police intérieure des nations libres : Dans lequel on traite spécialement de la population, de l'agriculture, du commerce, de l'industrie, du numéraire, des espèces monnoyés, de l'intérêt de l'argent, de la circulation des banques, du change, du crédit public, et des impots. Par le chevalier Jacques Steuart, baronnet, vol. 1, 2, 3, 4, 5, Paris, Imprimerie de Didot l'Aîné, 1789-1790 (lire en ligne).